# Нэп-оф-Хауар
Нэп-оф-Хауар (англ. Knap of Howar) — исключительно хорошо сохранившиеся строения эпохи неолита на острове Папа-Уэстрей в Оркнейском архипелаге на севере Шотландии. Считаются одним из наиболее древних примеров сохранившихся до наших дней каменных домов в северной Европе. По данным радиоуглеродного анализа, использовались в период 3500—3100 годов до н. э., то есть являются более ранними, чем аналогичные строения в Скара-Брей.

## Описание
Памятник представляет собой ферму, состоящую из двух прилегающих друг к другу прямоугольных толстостенных зданий с очень низкими дверными проходами лицом к морю, при этом большее и более старое здание соединено низким коридором с другим зданием, которое могло быть либо вторым домом, либо мастерской. Здания были сооружены на холме более старого мусора, и окружены мусорным материалом, который служил своеобразным защитным сооружением. Окна в зданиях отсутствовали; свет предположительно проникал через дымовое отверстие в крыше. Дома располагались вблизи побережья. Камни на побережье под воздействием природных условий раскалывались на тонкие пластины, которые служили строительным материалом.
Стены до настоящего времени сохранили свою прежнюю высоту в 1,6 метра. Каменная мебель осталась нетронутой и даёт яркое представление о жизни в доме. Сохранились печи, разделительные перегородки между комнатами, кровати и полки (шкафы) для вещей, а по отверстиям для опорных конструкций можно судить о расположении крыши.
Исследования мусорных останков показывают, что обитатели Нэп-оф-Хауара держали домашний скот, овец и свиней, культивировали ячмень и пшеницу, собирали моллюсков и занимались рыбной ловлей, используя для этого лодки.
Благодаря обнаруженной керамике Анстеновского типа, изящной и украшенной, историки связывают обитателей Нэп-оф-Хауара с расположенными неподалёку каирнами камерного типа (например, с гробницей на острове Холм-оф-Папа), а также с удалёнными памятниками, включая такие, как Болбрайди и Эйлин-Доунилл.